# Alisha’s Attic
Alisha’s Attic war ein englisches Popduo bestehend aus den Schwestern Shelly und Karen Poole.

## Bandgeschichte
Die Schwestern Karen Poole (* 8. Januar 1971 in Chadwell Heath) und Shelly Poole (* 20. März 1972 in Barking) sind Töchter von Brian Poole (ex-The Tremeloes). Sie gründeten Alisha’s Attic 1996. Der Name beruht auf einem fiktionalen Charakter, der nach beider Vorstellung eine Mischung der Schwestern darstellen sollte. Ihre Debüt-Single wurde I Am, I Feel, die im Vereinigten Königreich Platz 14 erreichte. Im November 1996 erschien das Debütalbum Alisha Rules the World, das von den beiden Schwestern selbst geschrieben wurde. Produzent war Dave Stewart von Eurythmics. Das Album wurde über Mercury Records veröffentlicht und wurde in Großbritannien mit Platin ausgezeichnet. 1997 wurde das Duo bei den BRIT Awards als bester Newcomer nominiert. Eine weitere Nominierung erhielt das Duo bei den Ivor Novello Awards in der Kategorie „Best Song Musically and Lyrically“ (für I Am What I Feel).
1997 erschien das Album Japanese Dream exklusiv in Japan. Im selben Jahr spielte das Duo auf der ersten Lilith Fair Festival-Tour. Bis 2000 tourte Band außerdem mit INXS und Jon Bon Jovi sowie mit ihrer eigenen Headliner-Tour.
1998 erschien das Album Illumina, das Platz 15 der britischen Charts und eine silberne Schallplatte erreichte. Das letzte Album The House We Built folgte 2001. Das Album wurde überwiegend live zusammen mit Bill Bottrell in Mendocino eingespielt. Das Lied Pretender Got My Heart wurde im Soundtrack zum Film Bridget Jones – Schokolade zum Frühstück verwendet.
2001 lösten die Schwestern die Band auf, Karen Poole arbeitet seitdem als Songwriterin unter anderem für Kylie Minogue, die Sugababes und The Shapeshifters. Shelly heiratete Ally McErlaine von der Band Texas und veröffentlichte ein Soloalbum. 2005 gab es eine kurze Reunion bei einem Auftritt von Shelly.

## Diskografie

### Alben
| Jahr | Titel Musiklabel                       | Höchstplatzierung, Gesamtwochen, AuszeichnungChartplatzierungen (Jahr, Titel, Musiklabel, Platzierungen, Wochen, Auszeichnungen, Anmerkungen) | Höchstplatzierung, Gesamtwochen, AuszeichnungChartplatzierungen (Jahr, Titel, Musiklabel, Platzierungen, Wochen, Auszeichnungen, Anmerkungen) | Anmerkungen                             |
| Jahr | Titel Musiklabel                       | DE | UK | Anmerkungen                             |
| ---- | -------------------------------------- | --- | --- | --------------------------------------- |
| 1996 | Alisha Rules the World Mercury Records | DE58 (3 Wo.)DE | UK14 Platin · (44 Wo.)UK | Erstveröffentlichung: 16. November 1996 |
| 1998 | Illumina Mercury Records               | — | UK15 Silber · (6 Wo.)UK | Erstveröffentlichung: 10. Oktober 1998  |
| 2001 | The House We Built Mercury Records     | — | UK55 (2 Wo.)UK | Erstveröffentlichung: 2001              |

### Kompilationen und weitere Alben
- 1997: Japanese Dream (Mercury Records, Japan only)
- 2001: The Attic Vaults I (Fan-Club-Album)
- 2003: The Collection (Kompilation, Spectrum Music)

### Singles
| Jahr | Titel Album                               | Höchstplatzierung, Gesamtwochen, AuszeichnungChartplatzierungen (Jahr, Titel, Album, Platzierungen, Wochen, Auszeichnungen, Anmerkungen) | Höchstplatzierung, Gesamtwochen, AuszeichnungChartplatzierungen (Jahr, Titel, Album, Platzierungen, Wochen, Auszeichnungen, Anmerkungen) | Anmerkungen |
| Jahr | Titel Album                               | DE | UK | Anmerkungen |
| ---- | ----------------------------------------- | --- | --- | ----------- |
| 1996 | I Am, I Feel Alisha Rules the World       | DE69 (9 Wo.)DE | UK14 Silber · (10 Wo.)UK |             |
| 1996 | Alisha Rules the World                    | DE69 (9 Wo.)DE | UK12 (6 Wo.)UK |             |
| 1997 | Indestructible Alisha Rules the World     | — | UK12 (6 Wo.)UK |             |
| 1997 | Air We Breathe Alisha Rules the World     | — | UK12 (8 Wo.)UK |             |
| 1998 | The Incidentals Illumina                  | — | UK13 (7 Wo.)UK |             |
| 1999 | Wish I Were You Illumina                  | — | UK29 (6 Wo.)UK |             |
| 1999 | Barbarella Illumina                       | — | UK34 (2 Wo.)UK |             |
| 2001 | Push It All Aside The House We Built      | — | UK34 (2 Wo.)UK |             |
| 2001 | Pretender Got My Heart The House We Bulit | — | UK43 (2 Wo.)UK |             |

## Auszeichnungen für Musikverkäufe
| Goldene Schallplatte - Australien - 1997: für die Single I Am, I Feel |

Anmerkung: Auszeichnungen in Ländern aus den Charttabellen bzw. Chartboxen sind in ebendiesen zu finden.
| Land/RegionAuszeichnungen für Musikverkäufe (Land/Region, Auszeichnungen, Verkäufe, Quellen) | Silber     | Gold  | Platin  | Verkäufe | Quellen     |
| -------------------------------------------------------------------------------------------- | ---------- | ----- | ------- | -------- | ----------- |
| Australien (ARIA)                                                                            | —          | Gold1 | —       | 35.000   | aria.com.au |
| Vereinigtes Königreich (BPI)                                                                 | 2× Silber2 | —     | Platin1 | 560.000  | bpi.co.uk   |
| Insgesamt                                                                                    | 2× Silber2 | Gold1 | Platin1 |          |             |